# Доможировы
Доможи́ровы (Домажи́ровы) — русский дворянский род.
При подаче документов (1686) для внесения рода в Бархатную книгу, была предоставлена родословная роспись Доможировых и жалованные грамоты Ивана IV Грозного: Борису Шихову (Ивановичу) Доможирову на вотчину за осадное сидение (1577), ему же на г. Орлов на Вятке (1583), грамоты царя Михаила Фёдоровича: на вотчины в Нижегородском уезде (1613), а также иные грамоты и наказы (1614-1679).
Род внесён в VI и II части Дворянской родословной книги губерний Московской, Нижегородской, Новгородской, Смоленской, Тамбовской и Тверской.

## Происхождение и история рода
Происходит из Новгорода. Новгородец Моисей поставил в Новгороде церковь Усекновения главы святого Иоанна Предтечи (1176).  Новгородский боярин Евстратий (Овстрат) убит Пруссами вместе с сыном Луготою (1215). Иконописец Домажир упомянут (1230) и у него был брат Станила. Новгородец Матвей Константинович встречал великого князя Ивана III (1476). Матвей, Фёдор и Михаил Константиновичи владели вотчинами во второй половине XV века в Деревской, Шелонской и Вотской пятинах. Сын боярский Константин Доможиров послан гонцом с Камы (1552). Луппа Михайлович приказчик в Нижнем-Новгороде (1574). Владели поместьями и вотчинами (1613-1619) в Нижегородском уезде девять представителей рода.
Вдова Бориса Доможирова - Акулина Васильевна была (1679) казначей царевича Петра I Алексеевича, верховной боярыней царицы Евдокии Фёдоровны (1689), а её дочь Мария была комнатной девушкой царицы Натальи Алексеевны (1678).
Владели населёнными имениями девятнадцать представителей рода Доможировых (1699).
В XVII веке многие Доможировы были стольниками, воеводами и стряпчими.

## Известные представители
- Доможиров Борис - воевода в Касимове (1602).
- Доможиров Иван Борисович - воевода в Цывильске (1614), Великих-Луках (1622), Костроме (1631-1633), жалован вотчиною (1618), московский дворянин (1627), описывал Вятский уезд (1628).
- Доможиров Никита Борисович - стряпчий с платьем (1627-1629), воевода в Короче (1647-1649), Кузнецке (1666-1672) (два раза).
- Доможиров Владимир Иванович - воевода в Рыльске (1639 и 1652-1653).
- Доможиров Иван - воевода в Старой-Русе (1658).
- Доможиров Логин Никитич - воевода в Кузнецке (1672).
- Доможиров Дмитрий Борисович - комнатный стольник царя Петра I[3].
- Доможировы: Афанасий, Василий, Матвей, Михаил Логиновичи, Борис и Василий Владимировичи, Владимир Иванович, Гаврила Гаврилович, - стольники (1640-1692).
- Доможиров Михаил Логинович - стольник царицы Прасковьи Федоровны[1][2][4].